# Riksrådet i Norge
Riksrådet i Norge fanns under medeltiden.
Det finns spår av ett konungens råd redan i början av 1200-talet. Magnus Lagaböters lagar ålägger kungen att höra sina bästa mäns råd i viktigare frågor. Däremot föreskriver inte dessa lagar något om rådets organisation, utan kungen kunde överlägga med vilka han ville. Ärkebiskopen var även i Norge den förnämste ledamoten i rådet och alla de andra biskoparna samt vissa prostar synas ha varit självskrivna. Antalet lekmän var obegränsat.
Under Magnus Erikssons minderårighet (1319-32) började rådet att kallas "rikets råd". Rådets befogenheter var åtminstone till namnet samma som i Danmark, men faktiskt blev Norges kungar mera oberoende då den världsliga aristokratin aldrig kunnat repa sig efter de slag som den fått under Sverre Sigurdsson och Håkon Håkonsson.
Eftersom Norge förblev ett arvrike blev också kungens makt större där än i Skandinaviens övriga riken. Unionskonungarna brukade också bortge de viktigaste länen och de förnämsta andliga ämbetena åt danska ämbetsmän. Efter de misslyckade försök som under den så kallade grevefejden (1534-36) gjordes att skilja Norge från Danmark upphörde Norge att intaga en lika självständig ställning vid Danmarks sida som förut. Dess riksråd upphörde att finnas till och landet styrdes av konungen och det danska rådet.